# Supersypnoides hoenei
Supersypnoides hoenei là một loài bướm đêm trong họ Noctuidae.